# Chaim Nachman Bialik

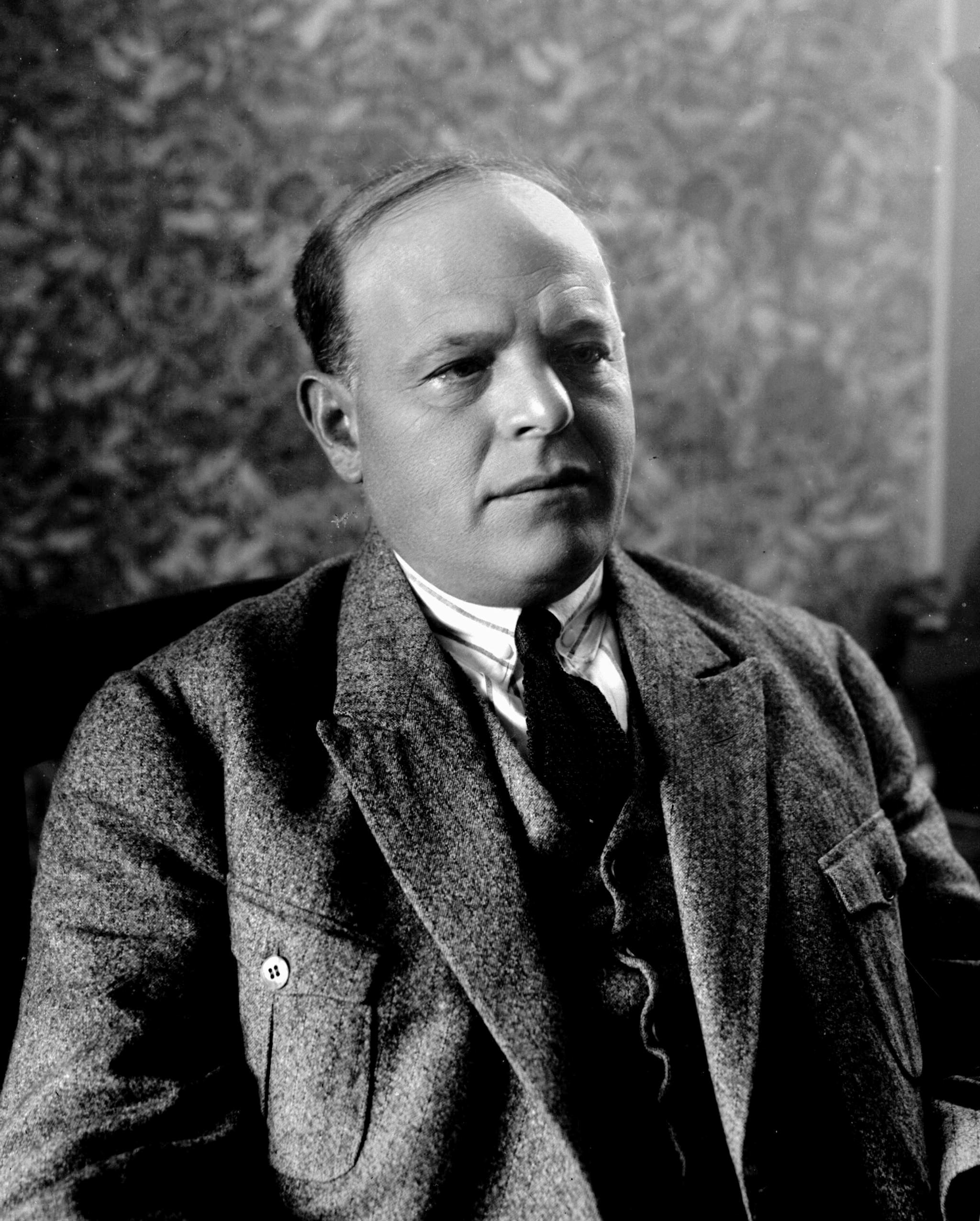
Chaim Nachman Bialik, 1923

Chaim Nachman Bialik (jiddisch חיים נחמן ביאַליק, hebräisch חַיִּים נַחְמָן בִּיאָלִיק, vereinzelt auch: Chaim Nachum Bialik; geboren am 9. Januar 1873 im Dorf Radin, in der Nähe von Schytomyr, Russisches Kaiserreich; gestorben am 4. Juli 1934 in Wien) war ein russisch-österreichischer jüdischer Dichter, Autor und Journalist, der auf Hebräisch und Jiddisch schrieb. Er ist einer der einflussreichsten hebräischen Dichter und wird in Israel als Nationaldichter angesehen.

## Leben

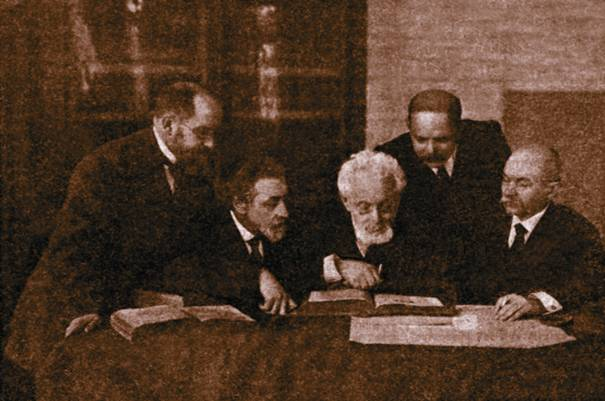
Jehoschua Chana Rawnitzki (1859–1944), Salomon An-ski, Mendele Moicher Sforim, Bialik, Simon Frug, vor 1916 (v. l. n. r.)

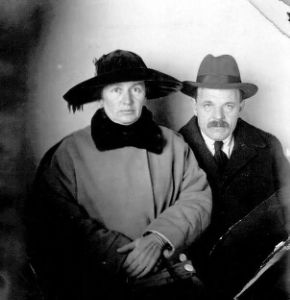
Chaim Nachman Bialik und seine Gattin (1925)

Chaim Bialik wurde in einem Dorf in der Landschaft Wolhynien in der Ukraine geboren. Nachdem er im Alter von sieben Jahren seinen Vater, einen gelehrten Geschäftsmann, verloren hatte, wurde er als Halbwaise von seinem Großvater, Jaakov Mosche Bialik, einem strengen Vertreter des orthodoxen Judentums, in Schytomyr aufgezogen. Hier erhielt er eine traditionelle jüdische Erziehung, las jedoch auch Werke der europäischen Literatur in Deutsch und Russisch. Als 15-Jähriger besuchte er die Jeschiwa von Waloschyn, doch unter dem Einfluss der Haskala distanzierte er sich nach und nach von den Grundsätzen, die in der Jeschiwa gelehrt wurden.
Nach dem Tod des Großvaters heiratete Bialik 1893 Mania Awerbuch. Nach einem kurzen Aufenthalt in Sosnowiec, wo er als Hebräischlehrer arbeitete, zog er im Jahr 1900 nach Odessa und lebte dort bis 1921. Dort trat er den Chowewe Zion bei und befreundete sich mit Achad Ha'am an, von dessen kulturell ausgerichteten Zionismus er beeinflusst wurde. In dieser Zeit gründete er mit weiteren Autoren einen hebräischen Verlag namens Moriah, der Klassiker der hebräischen Literatur und Schulbücher herausgab. Zudem übersetzte Bialik Shakespeares Julius Caesar, Schillers Wilhelm Tell, Cervantes’ Don Quichotte, Gedichte von Heine sowie Der Dybbuk des jiddischen Dichters Salomon An-ski ins Hebräische. Dabei war er sich der Grenzen des Übersetzens sehr bewusst: Eine Übersetzung zu lesen sei wie die Braut durch den Schleier hindurch zu küssen. 1909 reiste er erstmals nach Palästina.
Unter Mithilfe von Maxim Gorki durfte Bialik 1922 Sowjetrussland verlassen und zog von Odessa über Polen und die Türkei nach Berlin, wo er einen hebräischen Verlag, Dwir, gründete, und kurz darauf auf Anraten seines Arztes nach Bad Homburg vor der Höhe, wo er etwa zwei Jahre wohnte. Am 26. März 1924 wanderte er mit seiner Frau Mania in das damals britische Mandatsgebiet Palästina aus (Alija) und ließ sich in Tel Aviv nieder, wo er neben dem damaligen Rathaus seine Villa im orientalischen Stil bauen ließ. Darin hielt er Gesprächsrunden und lange Mahlzeiten mit Freunden ab; das Haus bot ihm mit seiner privaten Bibliothek und dem von der Straße abgewandten Arbeitszimmer aber auch Rückzugsmöglichkeiten. Bialik war im Jischuw in Palästina eine hochgeschätzte Persönlichkeit. 1934 starb er in Wien nach einer Operation an Prostatakrebs und wurde in Tel Aviv auf dem Trumpeldor-Friedhof neben Achad Ha'am begraben, der die Veröffentlichung von Bialiks ersten Gedichten ermöglicht hatte. Bialiks Villa in Tel Aviv wurde mit der im Originalzustand erhaltenen Einrichtung in ein Museum mit einer 30.000 Bände umfassenden Bibliothek umgewandelt.

## Werk und Wirkung

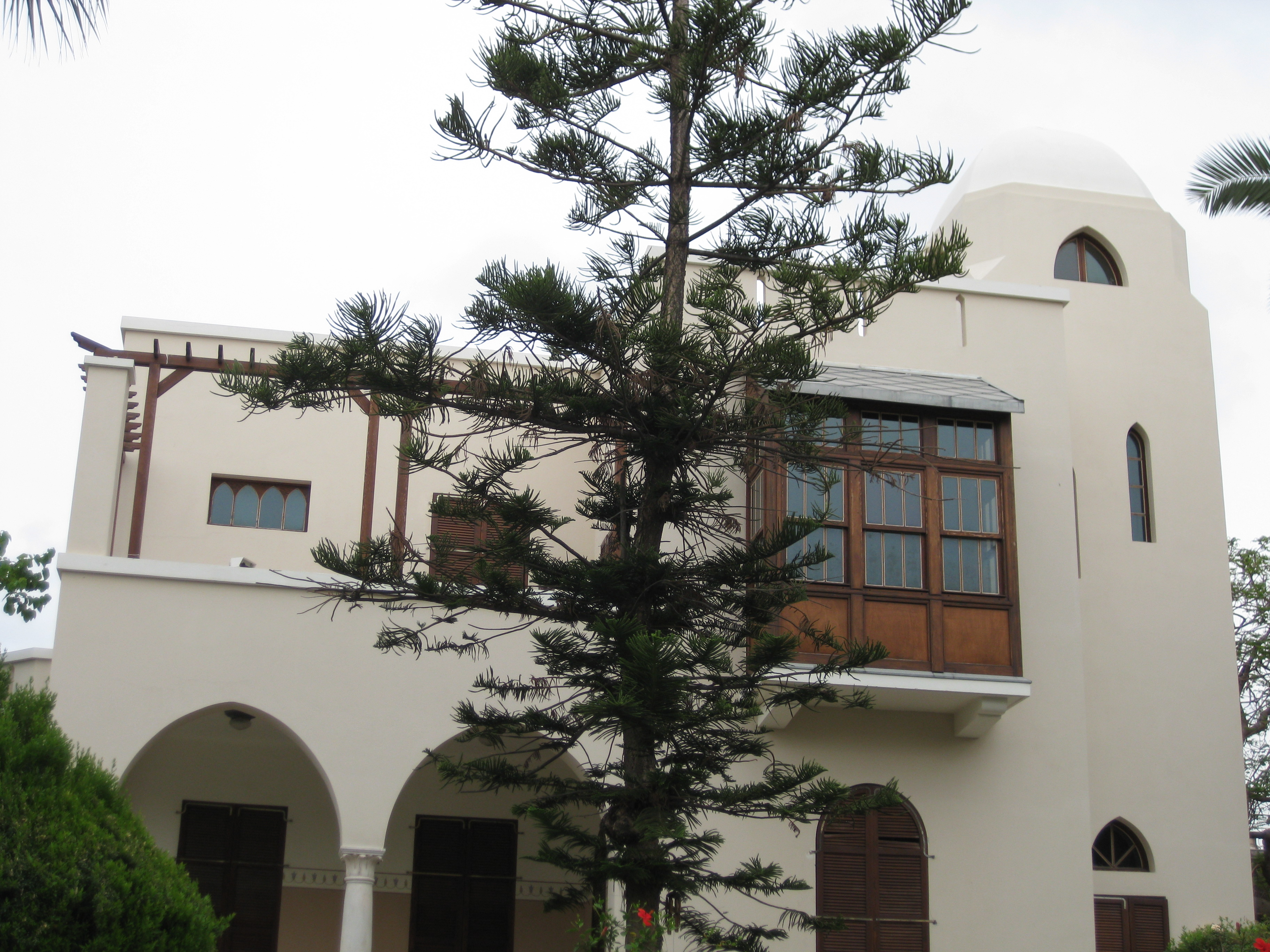
Bialik-Haus in Tel Aviv

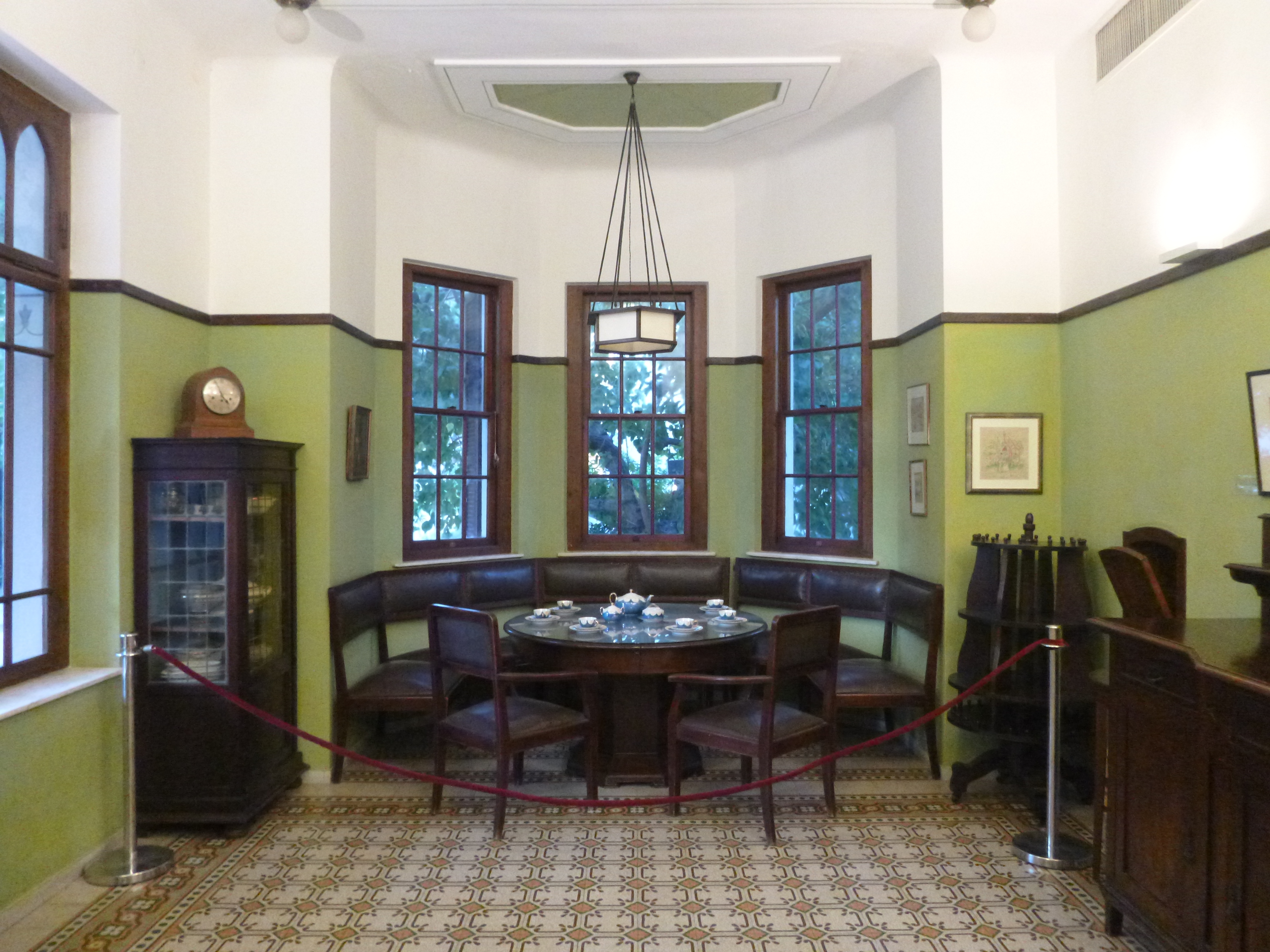
Das Speisezimmer im Bialik-Haus; Bialik galt als leidenschaftlicher Esser

Bald nach Bialiks Ankunft in Odessa wurde als erstes sein Gedicht HaZipor, „Der Vogel“, veröffentlicht, in dem die Sehnsucht nach Zion, dem „warmen, schönen Land“, zum Ausdruck kommt. Anlass für Al haSchechitah, „Auf der Schlachtbank“, worin er den Himmel aufruft, entweder sofort Gerechtigkeit zu üben oder die Welt zu zerstören, denn Vergeltung allein sei nicht genug, sowie Be-Ir ha-Haregah, „In der Stadt des Tötens“, waren die Pogrome in Kischinjow zwischen 1903 und 1906. Das Hauptthema in Bialiks Poesie ist jedoch die Zerrissenheit des Menschen zwischen Religion und Aufklärung (z. B. in Lavadi). HaMatmid („Der ewige Talmudstudent“) von 1898 bezeugt seine zwiespältigen Empfindungen gegenüber der talmudisch geprägten Lebensweise: einerseits Bewunderung für die Hingabe der Jeschiwa-Studenten an ihr Studium, andererseits Verachtung ihrer begrenzten Weltanschauung. Eines seiner bekanntesten Gedichte ist Hachnisini tachat knafech, „Nimm mich unter deine Flügel“, ein verzweifeltes Gebet an die Schechina, die vom lyrischen Ich als „Mutter und Schwester“ angesprochen wird.
Bialiks Gedichte wurden in etwa 30 Sprachen übersetzt und gehören auch in Vertonungen zum festen Bestandteil der populären israelischen Kultur. Auffallend im Vergleich zum heutigen Hebräisch mit seiner überwiegend sephardischen Aussprache, bei der die meisten Wörter auf der letzten Silbe betont werden, ist die aschkenasische Aussprache in Bialiks Originalfassung, bei der die Betonung oft auf der vorletzten Silbe der Wörter liegt.
Bialik war auch über die Literatur hinaus engagiert und bereiste die Welt in jüdischen und zionistischen Angelegenheiten. In seinen späteren Lebensjahren verbesserte sich seine Haltung dem traditionellen Judentum gegenüber und er wurde der Begründer des populären Oneg Schabbat („Sabbatfreude“), in Palästina eingeführte geistige und künstlerische Feierstunden zur Gestaltung des Sabbattages; anfangs verfügte Oneg Schabbat über eigene Gebäude in Tel Aviv.
Seit 1933 vergibt die Stadtverwaltung von Tel Aviv-Jaffa jährlich den Bialik-Preis für Autoren auf dem Gebiet der hebräischen Belletristik und der Wissenschaft des Judentums.
Kirjat Bialik, eine Vorstadt von Haifa, ist nach Bialik benannt.

## Werke (Auswahl)
- Nach dem Pogrom. Aus dem Hebräischen von Abraham Schwadron, R. Löwit Verlag, Wien/Berlin 1919.
- Das hebräische Buch. In: Neue Jüdische Monatshefte, Jg. 4, Heft 2/4, 25. Oktober / 25. November 1919, S. 25, 10. Juli 1917, S. 25–35.
- Essays. Übersetzung aus dem Hebräischen Viktor Kellner, Jüdischer Verlag, Berlin 1925.
- Wildwuchs: Erzählungen aus Wolhynien. Aus dem Hebräischen von Ruth Achlama, C.H.Beck, München 2025, ISBN 978-3406826221.